# Heinrich Schmidtgal
Heinrich Schmidtgal (cyrilicí Ге́нрих Шми́дтгаль; * 20. listopadu 1985, Jesik, Kazašská SSR, SSSR) je německo-kazašský fotbalový obránce, momentálně hráč německého klubu Fortuna Düsseldorf.
Je také reprezentantem Kazachstánu.
Schmidtgal je Němec narozený v Kazašské SSR v Sovětském svazu, rodiče s ním v roce 1987 přesídlili do Západního Německa do města Verl.

## Reprezentační kariéra
Nabídku reprezentovat Kazachstán dal Schmidtgalovi německý trenér kazašské reprezentace Bernd Storck (vedl ji v letech 2008–2010 před Miroslavem Beránkem). Schmidtgal je Němec narozený v Kazachstánu (resp. Kazašské SSR v Sovětském svazu) a neměl ani kazašský pas. Ten mu byl dodatečně vyřízen.
V A-mužstvu reprezentace Kazachstánu debutoval 3. září 2010 v kvalifikačním zápase v Astaně proti Turecku (prohra 0:3).
Pikantní zápasy absolvoval proti Německu, s nímž hrál Kazachstán dvakrát kvalifikaci. 26. 3. 2013 v kvalifikaci na MS 2014 vstřelil Německu (které hrálo na domácí půdě v Norimberku) dokonce gól, ten pouze mírnil porážku 1:4. Byl to jeho první gól v reprezentačním dresu.